# Crângu (okręg Teleorman)
Crângu – wieś w Rumunii, w okręgu Teleorman, w gminie Crângu. W 2011 roku liczyła 1062 mieszkańców.